# Miss Belgique 2004
Miss Belgique 2004, 73e élection de Miss Belgique, s'est déroulée le 12 décembre 2003 au Spiroudome de Charleroi.
Le concours a été présenté en néerlandais par Francesca Vanthielen et en français par Jean-Michel Zecca et Sandrine Corman, Miss Belgique 1997. Il a été diffusé sur RTL-TVI en Wallonie et sur VTM en Flandre.
L'élection a été diffusée en deux émissions distinctes à la télévision, la demi-finale et la grande finale.
La gagnante, Ellen Petri, succède à Julie Taton, Miss Belgique 2003.

## Classement final
| Titre              | Candidates                                 |
| ------------------ | ------------------------------------------ |
| Miss Belgique 2004 | - Anvers - Ellen Petri                     |
| 1re dauphine       | - Flandre occidentale - Lindsy Dehollander |
| 2e dauphine        | - Brabant flamand - Leen Hens              |

## Demi-finale
La demi-finale de Miss Belgique 2004 a été diffusé en direct sur RTL-TVI et VTM le 5 décembre 2003. Le choix des téléspectateurs porté sur les candidates a été basé sur des reportages réalisés pendant les élections provinciales et le voyage au Sénégal.
Les voix du public ne comptaient que pour 50 %, tandis que l'autre moitié ne comprenait que les voix du jury, qui avait déjà fait son choix au Sénégal.
| Marielle Botty ( Liège) Romina Dargenton ( Brabant wallon) Aline Lallemand ( Liège) Deniz Ates ( Bruxelles) Sylwia Chwaliszewska ( Luxembourg) Candidates éliminées Véronique Parete ( Namur) Melissa Debuisson ( Namur) | Linsdy Dehollander ( Flandre occidentale) Leen Hens Brabant flamand) Ellen Petri ( Anvers) Nele Somers ( Anvers) Séverine Van de Voorde ( Flandre orientale) Candidates éliminées Stéphanie Aerts ( Anvers) Agneta Frickx ( Anvers) Valérie Pieters ( Flandre orientale) |

## Candidates
| Titre régional                  | Nom                    | Âge    | Domicile        |
| ------------------------------- | ---------------------- | ------ | --------------- |
|                                 | Stephanie Aerts        | 22 ans | Putte           |
| Miss Bruxelles                  | Deniz Ates             | 19 ans | Bruxelles       |
| Miss Liège                      | Marielle Botty         | 21 ans | Saive           |
| 1re dauphine de Miss Luxembourg | Sylwia Chwaliszewska   | 18 ans | Arlon           |
| Miss Brabant wallon             | Romina Dargenton       | 21 ans | Genappe         |
| Miss Flandre occidentale        | Lindsy Dehollander     | 21 ans | Langemark       |
| Miss Hainaut                    | Marielle De Leener     | 18 ans | Braine-le-Comte |
| 1re dauphine de Miss Hainaut    | Gaëtane Delor          | 22 ans | Maurage         |
| Miss Luxembourg                 | Anne-Sophie Dessoy     | 23 ans | Bellefontaine   |
| 2e dauphine de Miss Namur       | Mélissa Debuisson      | 22 ans | Jambes          |
|                                 | Agneta Frickx          | 21 ans | Begijnendijk    |
| 2e dauphine de Miss Limbourg    | Ellen Haselaars        | 21 ans | Beverlo         |
| Miss Brabant flamand            | Leen Hens              | 21 ans | Dilbeek         |
| 1re dauphine de Miss Liège      | Aline Lallemand        | 23 ans | Ovifat          |
| Miss Namur                      | Véronique Parete       | 19 ans | Tamines         |
| Miss Anvers                     | Ellen Petri            | 21 ans | Merksem         |
|                                 | Valerie Pieters        | 20 ans | Termonde        |
| Miss Limbourg                   | Karen Schreurs         | 19 ans | Hieuwerkerken   |
|                                 | Nele Somers            | 19 ans | Brasschaat      |
| Miss Flandre orientale          | Séverine Van De Voorde | 22 ans | Heusden         |

## Déroulement de la cérémonie

### Jury
- Cécile Müller - Présidente du comité Miss Belgique.
- Azra Akın - Miss Monde 2002.
- Sandrine André - Actrice.
- Eddy Planckaert - Cycliste.

## Observations